# Pauhunri
Pauhunri je hora vysoká 7 128 m n. m. (7 107 m dle jiných zdrojů) nacházející se v pohoří Himálaj na hranici mezi Indií a Tibetskou autonomní oblastí v Čínské lidové republice. 

## Prvovýstup
Prvovýstup provedl 14. června 1911 skotský horolezec Alexander Mitchell Kellasem společně s dvěma šerpy. Výstupová cesta vedla z tibetské strany přes severovýchodní stěnu na vrchol.